# 藤田誠
參數所指定的目標頁面不存在，建議更正成存在頁面或直接建立下列一個頁面（建立前請先搜尋是否有合適的存在頁面可以取代）：
- 藤田誠 (演員)

藤田誠（日语：／ Fujita Makoto，1957年9月28日—），日本化學家，現任東京大學教授。美國文理科學院外籍院士。紫綬褒章表彰。
藤田教授與奧馬爾·亞基同獲2018年沃爾夫化學獎。

## 研究

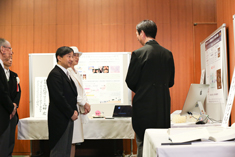
藤田教授（右一）與德仁天皇、雅子皇后兩陛下在日本學士院（令和元年6月17日）

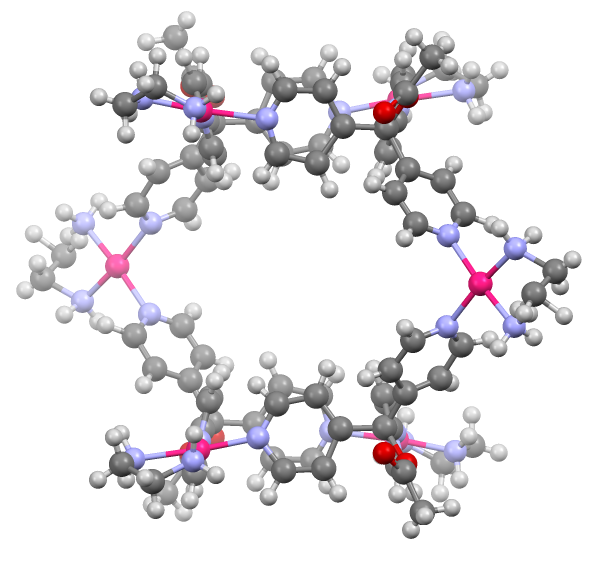
藤田的 {[Pd(en)]_{6}L_{4}}^{12+} (en = 乙二胺, L = tripyridine ligand CH_{3}CO_{2}C(C_{5}H_{4}N)_{3})結構

藤田教授是多孔配位聚合物（Porous Coordination Polymer，PCP）的先驅。他在1994年提出二維方格狀結構的金屬有機框架結構，2000年定名為配位網狀結構（Coordination Network）。他使用多價配體與金屬離子研究球狀配位化合物以及金屬有機構造體的自我組織。代表作是大孔超分子籠（Cage）與结晶海绵（Crystal Sponge）。
藤田教授也是發表最多《自然》、《科學》期刊論文的日本化學家之一。

## 生平
藤田誠誕生於1957年9月28日，千葉大學工學部合成化學科畢業。工學博士（東京工業大學）。1982年擔任相模中央化學研究所研究員，1988年開始任教於千葉大學工學部，1989年發現正方形有機金屬分子的自我組織，並於1990年發表。
藤田教授於1997年轉任分子科學研究所，1999年轉任名古屋大學教授，2002年再轉至東京大學至今，並於2010年發表巨大中空球狀分子（直徑7μm）。
白川英樹曾預測，藤田誠必將獲得諾貝爾化學獎。

## 榮譽
- 1994年 - 有機合成化學獎勵獎
- 2000年 - 日本化學會學術獎
- 2001年 - 日本IBM科學獎
- 2009年 - 文部科學大臣表彰科學技術獎（研究部門）
- 2010年 - 江崎玲於奈獎
- 2010年 - 湯森路透第3回調研接待獎
- 2011年 - 3M Lectureship Award（不列顛哥倫比亞大學）
- 2012年 - Kharasch Lecturers（芝加哥大學）
- 2013年 - Merck-Karl Pfister Visiting Professorship（麻省理工學院）
- 2013年 - Arthur C. Cope Scholar Award（英语：Arthur C. Cope Scholar Award）
- 2013年 - 日本化學會獎（CSJ Award）
- 2014年 - Fred Basolo Medal（西北大學）
- 2014年 - 紫綬褒章
- 2018年 - 沃爾夫化學獎
- 2019年 - 日本學士院獎、恩賜獎[註 1][3]
- 2019年 - Paul Karrer Gold Medal（英语：Paul Karrer Gold Medal）（日本第三人，繼中西香爾、鈴木章之後）
- 2020年 - 科睿唯安引文桂冠獎
- 2020年 - 中日文化獎
- 2023年 - 朝日獎
- 2025年 - 美國文理科學院外籍院士

## 註解
1. ↑  平成31年3月12日於第1127次總會決定授獎，授獎儀式於令和元年6月17日舉行

## 外部連結
- 藤田誠研究室 公式ウェブサイト （页面存档备份，存于） （日語）